# Pomade

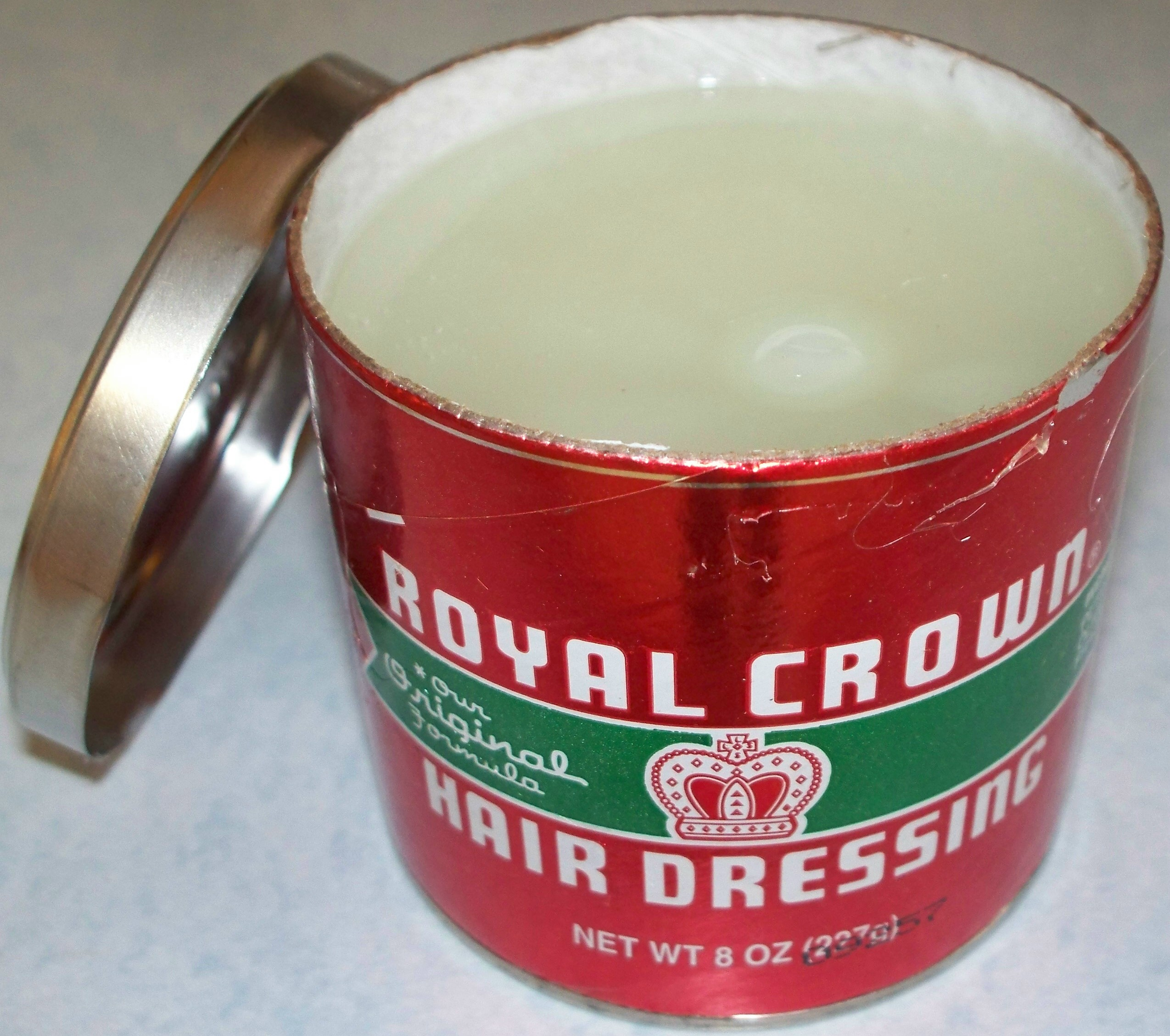
Một hộp thiếc hiệu Royal Crown Hair Dressing

Pomade (/pɒˈmeɪd/; tiếng Pháp pommade) là một chất bôi trơn, chất giống sáp hay chất gốc nước được sử dụng để tạo kiểu tóc. Pomade khiến cho mái tóc của người sử dụng bóng, trơn mượt và không bị khô đi. Pomade lâu trôi hơn hầu hết các sản phẩm chăm sóc tóc  khác, thường đòi hỏi phải rửa nhiều lần để loại bỏ hoàn toàn. Pomade đầu tiên vào thế kỷ XIII và XIX bao gồm chủ yếu là mỡ gấu hoặc mỡ lợn. Lanolin, sáp ong và thạch dầu đã được sử dụng rộng rãi khi sản xuất pomade hiện đại. Tính chất làm cứng của pomade làm cho kiểu tóc điêu khắc như pompadour hoặc quiff có thể; trong khi các dưỡng chất giữ ẩm lâu dài khiến pomade trở nên phổ biến với người có mái tóc có kết cấu Afro.

## Nguồi gốc tên gọi
Từ tiếng Anh "pomade" có nguồn gốc từ tiếng Pháp pommade có nghĩa "thuốc mỡ", chính từ này phát sinh từ tiếng Latin pomum (trái cây, quả táo) thông qua tiếng Ý pomata hay pomo (có nghĩa "quả táo"—theo công thức ban đầu có chứa táo nghiền).  Pomades hiện đại có thể chứa nước hoa, nhưng thường không phải là trái cây đặc biệt.

## Lịch sử

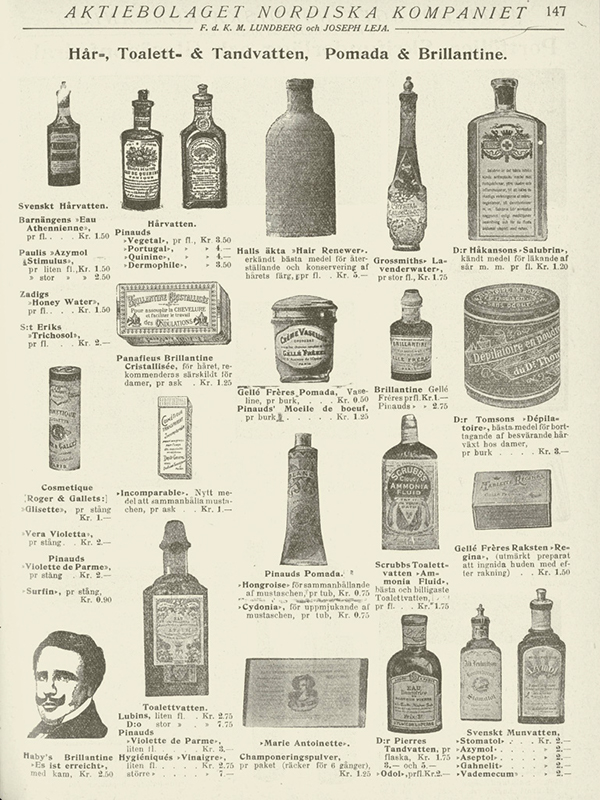
Quảng cáo Thụy Điển cho chất vệ sinh, 1905/1906.

Vào thời kỳ La Mã, xà phòng đã được một số bộ lạc Châu Âu sử dụng như một loại pomade. Vào thế kỷ 19, mỡ gấu thường là thành phần chính của pomade.  Vào đầu thế kỷ 20, thạch dầu, sáp ong và mỡ lợn được sử dụng phổ biến hơn.  Đầu thế kỷ 20, ví dụ về pomade bao gồm Murray's Superior Pomade (có nguồn gốc từ giữa những năm 1920), Brylcreem (giới thiệu năm 1928) và Royal Crown Hair Dressing (có nguồn gốc năm 1936).  Dixie Peach Hair Pomade phổ biến với các cậu bé thiếu niên ở Mỹ từ Chiến tranh Thế giới II đến những năm 1960.
Pomades đã từng nổi tiếng hơn nhiều so với ngày nay, mặc dù chúng đã trở lại trong những năm 2010 với những bổ sung gần đây cho thị trường, trong đó có ít lanolin hoặc sáp ong. Kiểu tóc hiện đại liên quan đến sử dụng pomade bao gồm ducktail, pompadour và quiff.
Năm 2001, một sản phẩm gốc nước được Layrite sản xuất. Không giống như pomade gốc dầu mỏ và dầu, pomade gốc nước trên bề mặt rửa trôi dễ dàng và khô nhanh.

## Sử dụng
Không giống như gôm xịt tóc và gel vuốt tóc, pomade không khô và có thể lâu trôi hơn. Pomade được sử dụng để tạo kiểu tóc (bao gồm ria mép, tóc mai dài và râu), khiến lông tóc sẫm màu hơn, mượt hơn, bóng hơn và thường kết hợp với kiểu tóc nam trơn mượt từ đầu đến giữa thế kỷ 20. Vì có mỡ hoặc sáp tự nhiên, pomade có thể lưu lại qua vài lần gội rửa, mặc dù nó dễ dàng bị loại bỏ bằng cách sử dụng chất tắm gội như dầu gội tẩy mạnh, nước rửa chén hoặc bất kỳ dầu gội đầu nào được thiết kế cho tóc dầu. Áp dụng dầu olive thường và rửa bằng nước ấm cũng sẽ loại bỏ pomade. Do khó khăn khi tẩy rửa pomade khỏi tóc, nhiều nhãn hiệu pomade hiện nay chủ yếu là gốc nước và có ít chất sáp hơn. Những sản phẩm này có thể tẩy gội được dễ dàng hơn nhưng thường không mang lại tính linh hoạt và độ bền tương tự như sản phẩm gốc dầu truyền thống.
Một số sản phẩm pomade, chẳng hạn như sáp vuốt ria, được bán theo mục đích sử dụng cụ thể, trong khi đó các sản phẩm như Ultra Sheen, được bán cho người tiêu dùng cụ thể. Pomade thường được sử dụng với mái tóc có kết cấu Afro để tránh khô. Tất cả các sản phẩm này có kết cấu và tính nhất quán khác nhau và về cơ bản đạt được hiệu quả tương tự như sáp vuốt tóc hoặc pomade.

### Sự khác biệt giữasáp vuốt tócvà pomade
Theo truyền thống, sự khác biệt giữa sáp vuốt tóc và pomade là pomade dành cho mái tóc có vẻ ngoài mượt, bóng loáng, trong khi sáp thì không. Ngày nay, sự khác biệt giữa sáp vuốt tóc và pomade đang trở nên mơ hồ đặc biệt từ lúc nhiều pomade đậm đặc chứa sáp ong. Sáp vuốt tóc và pomade thường không được bán theo những tên này, được dán nhãn thay thế "keo hồ", "bột đánh bóng", "keo dán" hoặc "roi" trong số những thứ khác. Sáp vuốt tóc và pomade có liên quan chặt chẽ, tuy nhiên, với đặc tính mềm dẻo chung của cả hai. Điều này phân biệt cả sáp và pomade với gel và gôm xịt tóc, cả hai đều không thiết kế để được tạo dạng lại khi sản phẩm được thoa lên.